# Soulfly (álbum)
Soulfly é o álbum de estreia da banda Soulfly, liderada por Max Cavalera. Foi o primeiro trabalho dele após sair da banda brasileira Sepultura.
O disco foi certificado Ouro pela RIAA a 16 de novembro de 2005.

## Faixas
1. "Eye For An Eye" (com Burton C. Bell e Dino Cazares) – 3:34
2. "No Hope = No Fear" – 4:35
3. "Bleed" (com Fred Durst e DJ Lethal) – 4:06
4. "Tribe" – 6:02
5. "Bumba" (com Los Hooligans) – 3:59
6. "First Commandment" (com Chino Moreno) – 4:29
7. "Bumbklaatt" – 3:51
8. "Soulfly" – 4:48
9. "Umbabarauma" (Cover de Jorge Ben Jor) – 4:11
10. "Quilombo" (com Benji Webbe and DJ Lethal) – 3:43
11. "Fire" – 4:21
12. "The Song Remains Insane" – 3:39
13. "No" (com Christian Olde Wolbers) – 4:00
14. "Prejudice" (com Benji Webbe) – 6:52
15. "Karmageddon" – 5:44
16. "Cangaceiro" (Faixa bônus) – 2:19
17. "Ain't No Feeble Bastard" (Cover de Discharge) (Faixa bônus) – 1:39
18. "The Possibility Of Life's Destruction" (Cover de Discharge) (Faixa bônus) – 1:28

## Paradas
| Paradas (1998) | Posição |
| -------------- | ------- |
| Billboard 200  | 79      |

## Formação
- Max Cavalera: Vocal, guitarra
- Roy Mayorga: Bateria
- Jackson Bandeira (Lúcio Maia): Guitarra
- Marcello D. Rapp: Baixo

## Créditos
- Todas as canções criadas por Max Cavalera, exceto Umbabarauma por Jorge Ben e The Song Remains Insane por Max Cavalera e Ratos de Porão (João Gordo, Jaba, Jão).
- Todas as letras escritas por Max Cavalera, exceto Bleed por Max Cavalera e Fred Durst, Umbabarauma por Jorge Ben, The Song Remains Insane por Max Cavalera, D-Low e João Gordo e Prejudice por Max Cavalera e Benji Webbe.